# Прострел Костычева
Простре́л Ко́стычева (лат. Pulsatílla kostyczéwii) — многолетнее травянистое растение, вид рода Прострел семейства Лютиковые (Ranunculaceae).

## Ботаническое описание
Растение 12—20 см высотой.
Корневище весьма мощное, одетое наверху волокнистыми остатками отмёрших листьев.
Корневые листья дважды тройчаторассечённые с цельными, линейными или же двух-трёх-раздельными сегментиками, с цельнокрайными и линейными дольками, около 0,5 мм шириной, одетые, как и стебли и черешки, густыми, мягкими, белыми волосками, появляются одновременно с цветками.
Листочки покрывала пальчато-многораздельные на очень узкие цельнокрайные или двухнадрезанные дольки. Цветоносы длинные, 6—10 см длиной. Цветки крупные, 5,5—6 см в диаметре, прямостоящие; листочки околоцветника около 3 см длиной и 2 см шириной, обратнояйцевидные, внутренние с округлённою, наружние с островатою верхушкой, розовые, снаружи мохнатые, остающиеся при плодах. Тычинки вдвое короче листочков околоцветника; тычиночные нити пурпурные; пыльники яйцевидно-сердцевидные, фиолетовые. Цветёт в июне.
Плодики с длинною (4—5 см длиной), гибкой, перистой остью. Плодоносит в июле.
Вид описан из окрестностей Дараут-Курган и Кара-Айгыра.

## Распространение
Эндемик Средней Азии (Памиро-Алай: предгорья Заалайского хребта).
Растёт по скалам и каменистым местам.